# Esperstedt (Turingia)
Esperstedt (Thüringen) este o fostă comună din landul Turingia, Germania. La 1 decembrie 2007 a fost inclusă în orașul Bad Frankenhausen.